# Musca prolabor
Musca prolabor är en tvåvingeart som först beskrevs av Harris 1780.  Musca prolabor ingår i släktet Musca och familjen köttflugor. Inga underarter finns listade i Catalogue of Life.